# JoJo Siwa
Joelle Joanie Siwa, detta JoJo (Omaha, 19 maggio 2003), è una cantante statunitense.
Ha raggiunto il successo con le sue presenze in TV e i suoi singoli Boomerang, Kid in a Candy Store e Hold the Drama, che, insieme alla sua popolarità sui social network YouTube, TikTok e Instagram, le hanno fatto guadagnare un posto nella lista delle 100 persone più influenti del 2020 compilata dal Times.

## Biografia
Siwa fece il suo debutto come concorrente alla Abby's Ultimate Dance Competition, per poi partecipare con sua madre al programma Mamme sull'orlo di una crisi da ballo. Dalla popolarità che raggiunse tramite il programma, nacque una collaborazione con la catena di accessori Claire's.
A maggio 2016 venne pubblicato il suo primo singolo Boomerang, il cui video ha raggiunto più di 900 milioni di visualizzazioni e 2,5 milioni di like. Nel 2019 è partita per il tour di D.R.E.A.M., il suo primo EP, in cinquantadue città tra Stati Uniti e Canada. È apparsa nel 2017 in diverse produzioni Nickelodeon.
Nel 2020 appare nel nuovo videoclip di Jamie Lynn Spears Follow Me, remake della sigla di Zoey 101.
Nel gennaio 2021 ha fatto coming out come gay.
Il 5 aprile 2024 viene pubblicato su YouTube il singolo Karma.
Il 12 luglio 2024 è uscito il suo quarto EP Guilty Pleasure.

## Discografia

### EP
- 2018 – D.R.E.A.M The Music
- 2019 – Celebrate
- 2020 – JoJo's Rockin' Christmas
- 2024 - Guilty Pleasure

### Singoli
- 2016 – Boomerang
- 2017 – Kid in a Candy Store
- 2017 – Hold the Drama
- 2018 – Every Girl's a Super Girl
- 2018 – High Top Shoes
- 2018 – Only Getting Better
- 2019 – Bop!
- 2020 – Nonstop
- 2024 – Karma
- 2024 - Guilty Pleasure
- 2024 - Iced Coffee
- 2025 – Bulletproof
- 2025 – Bette Davis Eyes

### Colonne sonore
- 2021 – The J Team

## Filmografia
- Jeremy senza freni! (Blurt!), regia di Michelle Johnston – film TV (2018)
- JoJo Siwa: My World - documentario (2017)
- School of Rock – serie TV, episodi 3x06-3x15 (2016)
- High School Musical: The Musical - La serie (High School Musical: The Musical - The Series) – serie TV, episodio 3x07 (2022)